# Karin Eickelbaum

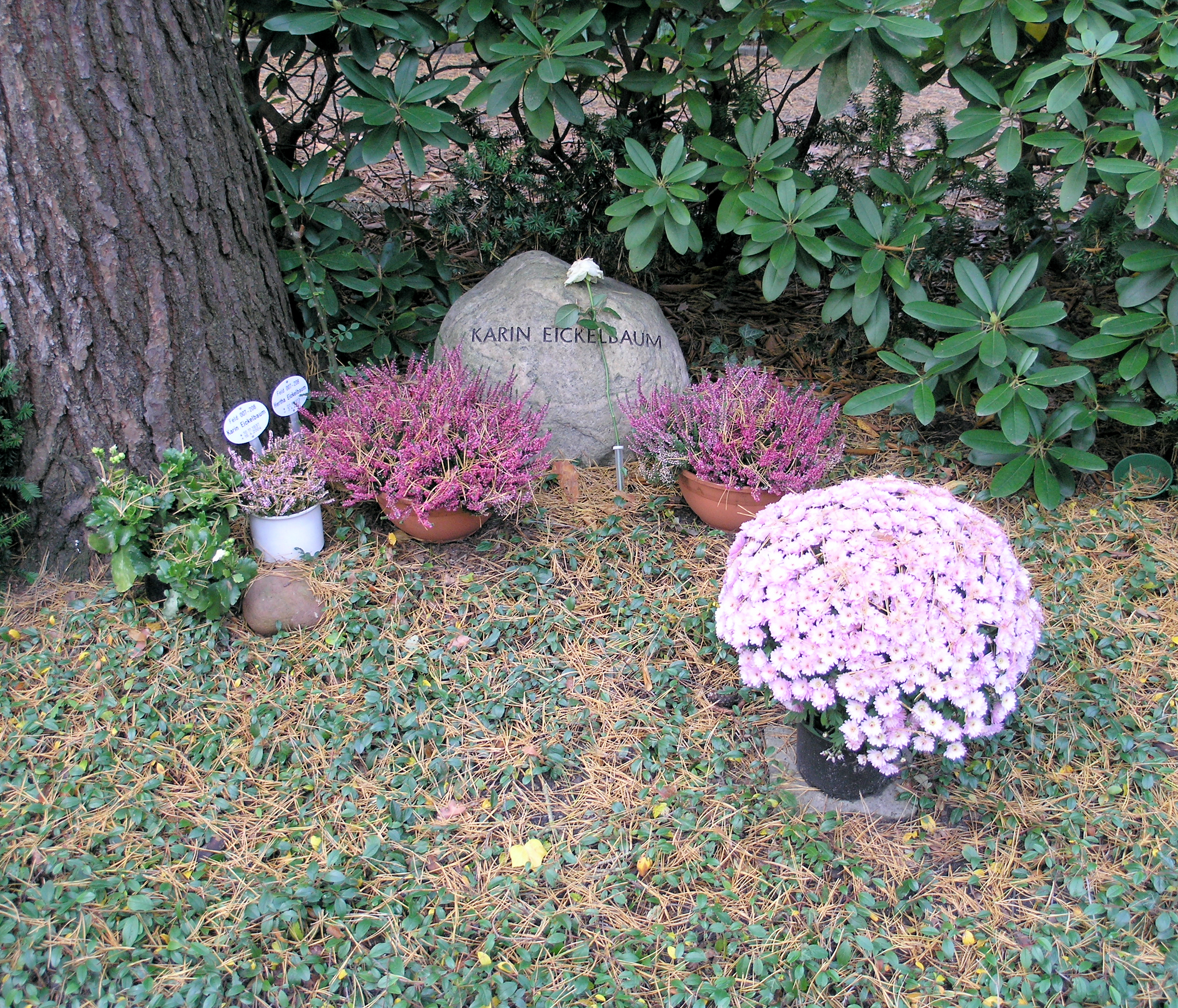
Grabstätte auf dem Berliner Waldfriedhof Dahlem

Karin Eickelbaum (* 10. November 1937 in Delmenhorst; † 16. April 2004 in Berlin) war eine deutsche Film- und Theaterschauspielerin.

## Leben
Die Kaufmannstochter machte in Hannover eine Ausbildung an der Hochschule für Musik und Theater. Erste Meriten erwarb sie sich an Theatern in Stuttgart, Mannheim und München. An den Münchner Kammerspielen war sie 1968 die Polly in Brechts Dreigroschenoper und 1972 die Luise Maske in Sternheims Die Hose. Ab Mitte der 1970er Jahre wandte sie sich zunehmend dem Boulevardtheater zu und spielte in Berlin am Renaissance-Theater und am Theater am Kurfürstendamm. Sie konnte perfekt berlinern und trat auch mit Claire-Waldoff-Chansons auf.
Einem größeren Publikum wurde sie durch die Rolle der geschiedenen Ehefrau des Tatort-Kommissars Heinz Haferkamp bekannt. An der Seite von Hansjörg Felmy wirkte sie von 1974 bis 1980 in insgesamt 20 Tatort-Folgen mit. In den 1980er und 1990er Jahren trat sie in Fernsehserien wie Liebling Kreuzberg, Ravioli, Der Alte, Elbflorenz und Das Traumschiff auf, aber auch in Fernsehfilmen wie Bronsteins Kinder, Ein Herz für Laura und in der Verfilmung Der lange Weg zum Glück von Rosamunde Pilcher.
Daneben arbeitete sie auch als Synchronsprecherin und lieh u. a. Marlene Dietrich für die Neu-Synchronisation des Josef-von-Sternberg-Films Marokko ihre Stimme.
Bis Mitte der 1970er Jahre war Karin Eickelbaum mit dem Schauspieler Hans Korte verheiratet. Nach ihrer Scheidung heiratete sie den Kaufmann Knut Tesmer. Sie starb am 16. April 2004 im Alter von 66 Jahren in Berlin an einem Krebsleiden und wurde auf dem Berliner Waldfriedhof Dahlem (Grab 007/208) beigesetzt.

## Filmografie (Auswahl)
- 1965: Schwäbische Geschichten (Fernsehserie, Folge Der Millionär)
- 1970: Hurra, unsere Eltern sind nicht da
- 1972: Pater Brown – Der richterliche Spiegel (Fernsehserie)
- 1974: Tatort: Acht Jahre später
- 1974: Tatort: Zweikampf
- 1974: Sonderdezernat K1 – Friedhofsballade
- 1974: Tatort: Der Mann aus Zimmer 22
- 1975: Tatort: Wodka Bitter-Lemon
- 1975: Tatort: Die Abrechnung
- 1975: Tatort: Treffpunkt Friedhof
- 1976: Tatort: Zwei Leben
- 1976: Tatort: Abendstern
- 1976: Vier gegen die Bank
- 1977: Tatort: Spätlese
- 1977: Tatort: Drei Schlingen
- 1977: Tatort: Das Mädchen von gegenüber
- 1978: Tatort: Lockruf
- 1978: Tatort: Der Feinkosthändler
- 1979: Tatort: Die Kugel im Leib
- 1979: Tatort: Schweigegeld
- 1980: Tatort: Schußfahrt
- 1980: Tatort: Schönes Wochenende
- 1980: Kein Geld für einen Toten
- 1981: Das Traumschiff – Die erste Reise: Karibik
- 1982: Schuld sind nur die Frauen (mit Harald Juhnke)
- 1983: Ravioli (TV-Serie)
- 1986: Wenn schon, denn schon
- 1988: Liebling Kreuzberg (TV-Serie)
- 1991: Bronsteins Kinder
- 1992: Der Alte: Das Foto (TV-Serie)
- 1992: Ein besonderes Paar (TV-Serie)
- 1992: Tatort: Verspekuliert
- 1994: Der Alte: Nichts geht mehr (TV-Serie)
- 1994: Elbflorenz (TV-Serie)
- 1995: Kommissar Klefisch (TV-Serie)
- 2000: Ein Scheusal zum Verlieben
- 2003: SOKO 5113: Der letzte Tanz (Krimi-Serie)
- 2005: Glück auf halber Treppe

## Hörspiele
- 1957: Hermann Bahr: Das Konzert, Regie: Fritz Schröder-Jahn (SDR)
- 1982: -ky: Ein neuer Anfang für Conradi, Regie: Werner Klein (WDR)